# Skeptical Science
Skeptical Science (SkSと略されることもある) は、オーストラリアの元漫画家兼ウェブ開発者であるジョン・クックによって2007年に設立された気候学に関するブログ及び情報サイトである。彼は2016年に認知科学のPhDを取得している。このサイトは、気候科学と気候政策に関連する現在の出来事に関する記事の公開に加え、気候変動に関する科学的コンセンサスに反対する人々の議論の是非を分析する記事のデータベースを維持している。

## 概要

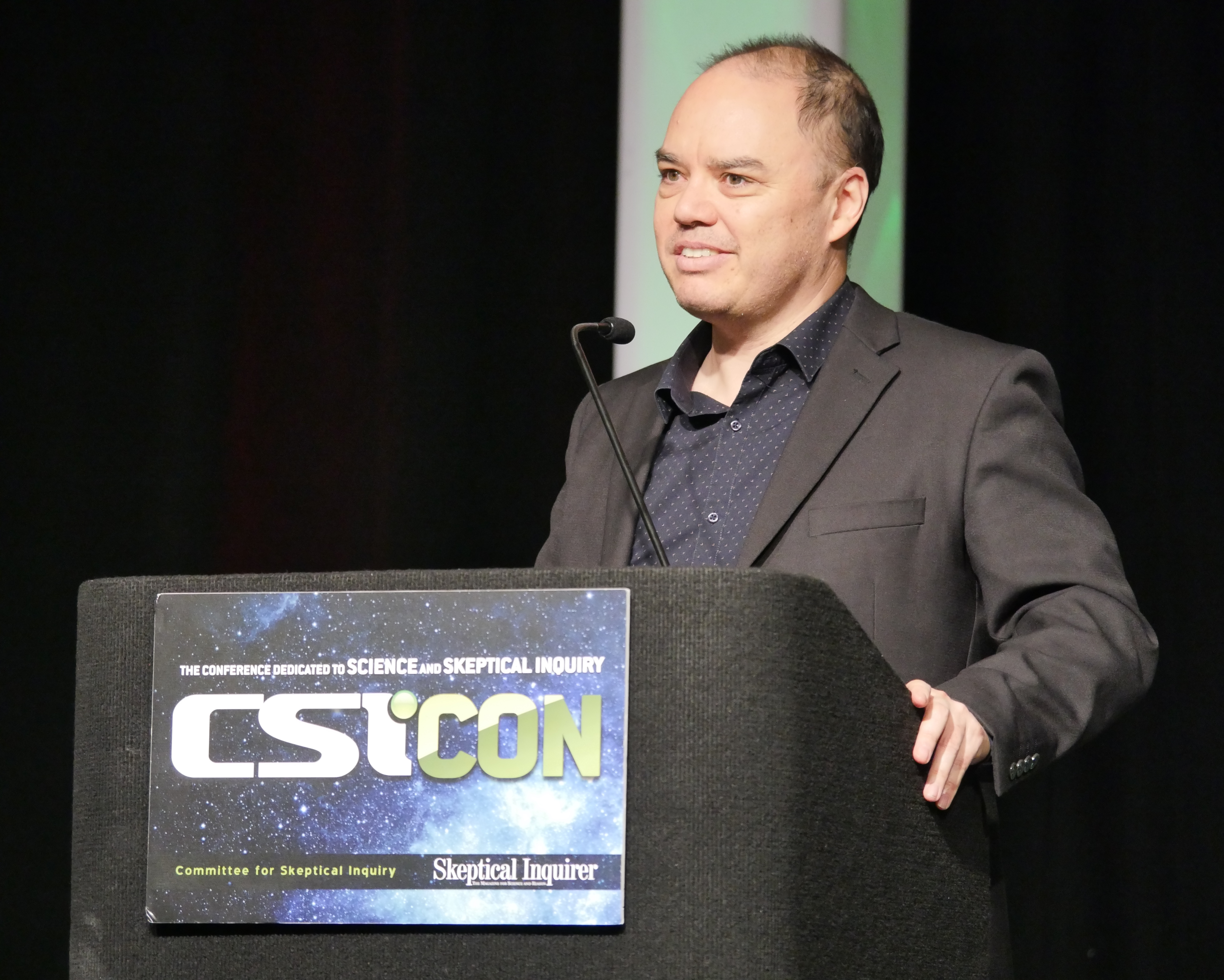
CSICon2018で気候変動に関する偽のニュースを取り上げるジョン・クック

地球温暖化はデマであると主張する米国上院議員ジェームズ・インホフの2007年のスピーチを読んだ後、ジョン・クックは気候変動否定論者によって頻繁になされる主張に対抗するためのインターネット上のリソースとしてSkeptical Scienceを作成した。このサイトは、気候変動に関する科学的コンセンサスへのよくある批判について議論する様々な記事を提供している。例えば、（現在の地球温暖化は二酸化炭素をはじめとする温室効果ガスが原因ではなく）「太陽活動が原因である」「自然現象である」「損害はない」といった主張に関する議論である。それぞれの記事は地球温暖化に関して主張する人物の発言を引用し、「科学的にはどう言えるか」が続いて記述されている。
このサイトは、各主張を完全に正そうとするのではなく、反例を引いてその主張が間違っていることを示した上で、さらに例を並べてその主張への反論を構成することに主な焦点を当てている。これらの記事は主に査読済みの科学論文から内容を構成している。多くの記事は多言語に翻訳されており、最大3段階の専門的深さに分割されている。クックは、積極的な宣伝を行ったりメディアとの関係を築いたりするのではなく、主に検索エンジンの結果を最適化するためにサイトを構築することに重点を置いてきた。
Skeptical Scienceのホームページには、レギュラーとゲストの寄稿者によるブログ投稿も掲載されている。これは、特定の議論に対する新たな反論であったり、または単に関連する気候ニュースに対する投稿者の見解などである。前述した反論記事と同様、ブログのエントリは、人為的な地球温暖化に関する科学的意見が一般に正確であるという一貫した論調を持つ傾向がある。

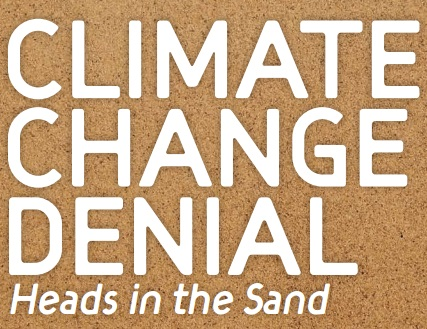
『気候変動の否認: 砂の中の頭』

2010年、Skeptical Scienceは、ソフトウェア開発会社のShine Technologiesとともに、サイトで取り上げられた多く反論の要約を掲載する無料のスマートフォンアプリを作成した。

## プロジェクト
未分類のブログ投稿に加えて、このサイトは、特定のトピックのより詳細な分析を提供するのに役立つ多くの数週間にわたる特集記事を公開している。特に注目されているトピックは、多くの米国政治家が推進する「気候の神話」を説明する特集、地球温暖化を研究する科学者による過去の予測の正確さを調べる特集、そして人類に起因する地球温暖化のエビデンスを批判しているリチャード・リンドズン、ジョン・クリスティ、クリストファー・モンクトンなどの著名人の主張を評価する個々の特集である。
2010年には、『地球温暖化懐疑論への科学的ガイド』と呼ばれる包括的なレポートがSkeptical Scienceから入手できるようになった。クックらによって書かれたこの報告書は、発表されたさまざまな反論から引用し、地球温暖化の証拠や気候変動に関する科学的コンセンサスに対する多くの批判の欠陥を要約している。
2011年に、クックとハイドン・ワシントンが共同執筆した書籍『Climate Change Denial: Heads in the Sand』が英国の出版社Earthscanから出版された。この本では、人為的な地球温暖化の否定論が政府や一般市民を通じてどのように表れているのかが調べられている。
2013年5月、クックと他の寄稿者達は、1991年から2011年の間に発行された査読付き論文を調査し、地球温暖化に関する科学的コンセンサスを検証する論文をEnvironmental Research Letters (ERL) に発表した。この論文は、その週の間に英国物理学会のすべてのジャーナルの中で最も多くダウンロードされ 、さらに世界中の何百もの新聞、雑誌、ブログ投稿、科学論文で広く引用された。また、2013年に最も議論された11番目の科学論文としてランク付けされた。この論文は、ERLの編集委員会から「2013年のベスト記事」賞を受賞した。
2013年には、Skeptical Scienceは姉妹ウェブサイトである「コンセンサスプロジェクト」を設立した。このウェブサイトは、まだ広く議論の余地があるのだろうという一般の認識とは対照的に、地球温暖化に関して報告されている高度な科学的コンセンサスに対する一般の認識を促進するものである。これはコンセンサスギャップと呼ばれ、ゲートウェイ信念モデルにおいても説明されている。このウェブサイトは、デザインおよび広告会社のSJI Associatesによってプロボノ活動として作成された。
2013年には、Skeptical Scienceは、地球の気候システムにおける熱の蓄積を強調するための「ソフトウェアウィジェット」もリリースした。いくつかの日常的なスケールを使用し、ユーザ定義可能な開始日から加えられた熱を計測する。広島型原爆、ハリケーン・サンディ、6.0リヒタースケールの地震といった換算が利用可能である。関連ウェブサイト4hiroshimas.comは、カウントが基づいている科学論文への参照を含む背景情報を提供している。
2015年、Skeptical Scienceは、エデックス上で「気候変動否認論を理解する（Making Sense of Climate Science Denial）」という大規模なオープンオンラインコースを開始した。

## 反応
Skeptical Scienceは気候変動に関する情報源として、その率直さにおいて賞賛されている。海洋生物学者のOve Hoegh-Guldbergは「気候変動を扱う世界で最も著名な科学知識に基づいたWebサイト」だとし、ワシントン・ポストは地球温暖化否定論に対抗する「最も著名で詳細な」Webサイトとして賞賛した。日本の気象学者江守正多も、様々な懐疑論に対する解説が充実していると評価している。
2011年にはオーストラリア博物館から気候変動に関する知識の進歩の分野でユーレカ賞を、2016年には非営利団体のアメリカ国立科学教育センターからFriend of the Planet賞を受賞した。
クックは物理学者であると同時に、気候変動否定派が多い福音派のキリスト教徒でもある。Skeptical Scienceを運営する動機の1つとして、クックは自身のキリスト教の信仰を挙げている。
Skeptical ScienceとClimate Feedbackによるファクトチェックを、気候変動の誤情報を暴く人工知能（CLIMINATOR）に学習させる試みもある。

## 資金
Skeptical Scienceは、一切の政治、企業、慈善団体と提携していない。バナー広告も含まれておらず、読者からの寄付に加えクック自身が全額出資している。